# Фрідріх Ґеткант
Фрідріх Ґеткант (нім. Friedrich Getkant, лат. Fridericus Getkant, пол. Fryderyk Getkant) (бл. 1600, Рейнська область – 1666, Львів) — німецький військовий інженер, артилерист, картограф, полковник артилерії (з 1660 p.). Перебував на службі в королів Польщі.

## Біографія

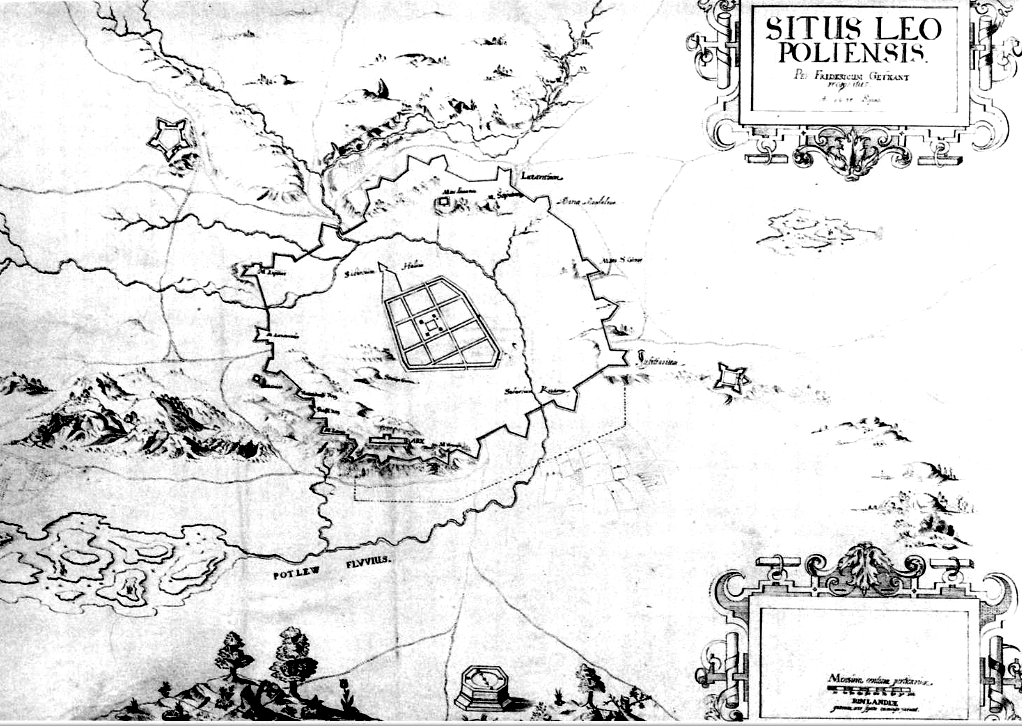
План фортифікацій передмість Львова

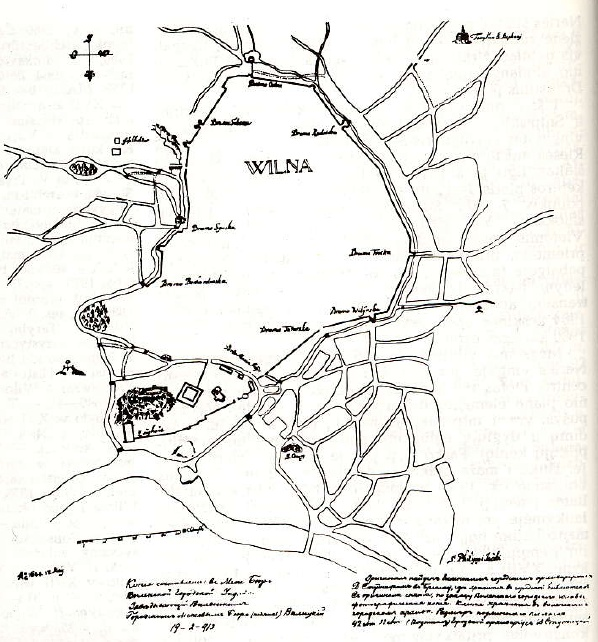
План фортифікацій Вільнюса

Народився в Рейнській області (нім. Rheinland) Священної Римської імперії. 1621 p. навчався в Кеніґсберзькому університеті. Король Владислав IV Ваза найняв молодого інженера для спорудження фортифікацій у Пруссії через загрозу війни зі Швецією. Розробив 1625 р. проєкт укріплень Піллау (нім. Pillau) для захисту Віслинської коси, Віслинської затоки; укріплень Владиславово (нім. Großendorf) для захисту Гельської коси. При підготовці війни зі Швецією виконав 1634 р. план укріплень Пуцька, Тчева, мапи Пуцької затоки з прилеглими фортифікаціями (1637 р.), що була першою в історії країни.
Передміщани Львова зверталися до короля з проханням посилити фортифікаціями передмістя. Король Владислав IV Ваза вислав до міста Ф. Ґетканта для опрацювання плану обведення міста новою лінією оборони; 1635 р. розробив проєкт, який міщани не могли втілити в життя через значні обсяги земляних робіт, високу вартість і необхідність утримання багатотисячного гарнізону. На час розробки проєкту навколо міста тільки розпочалось закладення фортифікацій декількох монастирів (кляшторів).
Після Львова Ф. Ґеткант вирушив за наказом короля відновлювати знищені козаками укріплення Кодака — було збільшено втричі давнє укріплення, де заклали костел, церкву, монастир.
В час Визвольної війни Ф. Ґеткант брав участь у битві під Берестечком (1651 р.), в час «шведського потопу» під Краковом перейшов 1655 р. на сторону шведів, беручи участь в облозі Ясної Гори. При осаді Торуня командував підрозділом війська Речі Посполитої (1658 р.). Розробляв плани реконструкції фортифікацій Вільнюса, Таураге, Каунаса.
Близько 1660 р. оселився у Львові; через 2 роки під час пожежі загинув його рукопис праці з механіки, фортифікаторства. Був автором багатьох вдосконалень в артилерії, будівництві фортифікацій, атласу «Topographia practica conscripta et recognita per Fridericum Getkant, mechanicum», що зберігається у Krigsarkivet Стокгольму.
1663 р. король нагородив Ґетканта за заслуги прибутками з човнової переправи під Варшавою, 6-ма ланами землі біля Мальборка.